# سكاريو
سكاريو (بالإسبانية: Sicario) هو فيلم جريمة وإثارة أمريكي من إخراج دينيس فيلنوف وكتابة تايلور شيريدان. الفيلم من بطولة إيميلي بلنت وبينيشيو ديل تورو وجوش برولين. تم اختياره للمنافسة على السعفة الذهبية في مهرجان كان السينمائي 2015. كلمة «سكاريو» تعني في المكسيك «القاتل المأجور».
بدأ تصويره في 30 يونيو 2014 في ألباكركي بولاية نيو مكسيكو. صدر الفيلم في الولايات المتحدة في 2 أكتوبر 2015.

## القصة
يتم تجنيد عميلة مكتب التحقيقات الفيدرالي «كيت ميسر» بواسطة وحدة المهام الحكومية الخاصة؛ للمساعدة في الحرب المتصاعدة ضد تُجار المُخدرات في المنطقة الحدودية الواقعة بين الولايات المتحدة والمكسيك؛ وأيضاً للمساعدة في القبض علي أحد أباطرتها في تلك المنطقة.

## طاقم التمثيل
- إيميلي بلنت بدور كيت ميسر
- بينيشيو ديل تورو بدور اليخاندرو
- جوش برولين بدور مات
- جون بيرنثال بدور تيد
- دانييل كالويا بدور ريجي واين

## روابط خارجية
- سكاريو على موقع IMDb (الإنجليزية)
- سكاريو على موقع ميتاكريتيك (الإنجليزية)
- سكاريو على موقع الموسوعة البريطانية (الإنجليزية)
- سكاريو على موقع روتن توميتوز (الإنجليزية)
- سكاريو على موقع نتفليكس (الإنجليزية)
- سكاريو على موقع قاعدة بيانات الأفلام العربية
- سكاريو على موقع ألو سيني (الفرنسية)
- سكاريو على موقع Turner Classic Movies (الإنجليزية)
- سكاريو على موقع أول موفي (الإنجليزية)
- سكاريو على موقع بوكس أوفيس موجو (الإنجليزية)
- Sicario في موقع ميتاكريتيك.